# Mausoleo de Khoja Ahmad Yasavi
El mausoleo de Khoja Ahmad Yasavi o Mazar de Khoja Ahmad Yasavi es un edificio sin terminar, el mausoleo en la ciudad de Turkestan o Hazrat-i Turkestan, en la provincia de Kazajistán Meridional, al sur Kazajistán. En 2008, fue declarado como Patrimonio de la Humanidad por la Unesco, siendo el primer patrimonio de la humanidad kazajo. Abarca un área de protección de 0,55 ha y un área de reserva de 88,15 ha.

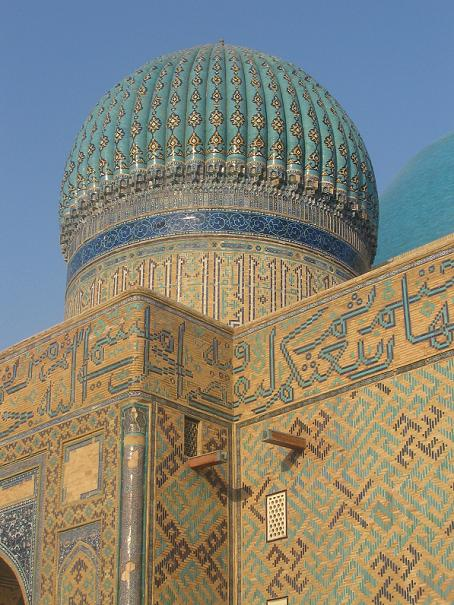
Primer plano de la cúpula sobre el mausoleo.

La edificación actual fue comenzada en 1389 por Tamerlán para sustituir un mausoleo más pequeño del siglo XII, en honor al famoso maestro sufi Khoja Ahmad Yasavi (1103-66). Maestros de obras del Imperio persa, dirigidos por Khwaja Hosein Shirazi, levantaron un edificio rectangular de 39 metros de altura, de ladrillo tomado con mortero y recubierto de azulejos, y coronado todo ello con la mayor cúpula jamás construida en Asia Central. La cúpula, de doble cáscara, decorada con azulejos verdes y dorados, mide 18.2 metros de diámetro y 28 metros de altura.
El edificio, uno de los mayores de su tiempo, fue abandonado cuando Tamerlán murió en 1405, por lo que quedó sin rematar. Los siguientes gobernantes prestaron poca atención al mausoleo, por lo que ha llegado hasta nosotros como una de las construcciones mejor conservadas de toda la dinastía timúrida. Contiene algunos enterramientos de la época del Kanato kazajo, singularmente la tumba de Ablai Khan.